# 范鄗鼎
范鄗鼎（?—?），字彪西，山西洪洞人。清初理學家。

## 生平
康熙六年（1667年）進士，以母老不仕。舉博學鴻詞科。康熙四十二年，帝賜“山林雲鶴”四字。學者稱婁山先生。撰有《明儒理學備考》、《廣明儒理學備考》和《國朝理學備考》三書。